# ミドリシジミ
ミドリシジミ（緑小灰蝶、学名：Neozephyrus japonicus）は、シジミチョウ科に属するチョウの一種。

## 特徴
成虫の前翅長は2 cm前後。雄成虫の翅は、表面全体が金属的な光沢をもった鮮やかな金緑色の鱗粉で覆われ、その周囲は黒い色で縁取られる。一方、雌の翅には遺伝的多型があることが知られ、表面全体がこげ茶色で斑がないO型、橙色の小さな斑点があるA型、紫色の帯（青色の斑）のあるB型、それらの両方があるAB型である。雌雄とも、翅の裏面は薄い茶色で、細い白い帯がある。
成虫は、年1回だけ6月-8月初旬に発生する。雄は樹頂でテリトリーを張り、域内に入ってきた他者を追い払う。普段は食樹付近を飛び発生地から離れることはあまりないが、クリの花などに吸蜜に来ることもある。雌は雄と比べると不活発で、日中はクリの花やクワの果実などで吸汁を行う。
幼虫はカバノキ科のハンノキ、ヤマハンノキ、ミヤマハンノキなどを食草とする。卵はハンノキの幹や枝に産み付けられ、そのまま越冬する。翌春4月初旬-5月中旬ごろに孵化した幼虫は、新芽の中に入り込んで若葉を食べ、大きくなると葉を巻いて中に隠れる。葉が硬くなる前の5月中旬-6月中旬の時期には蛹になる。幼虫の飼育は比較的容易である。
ハンノキは湿地に生える木で、田の畦などによく植えられた。そのため、かつては水田地帯でミドリシジミが多く見られた。

## 分布
ロシア極東地域、中国（東北部）、朝鮮半島、日本に分布する。
日本では主要四島に分布するが、山口県西部・紀伊半島にはいない。九州では九重高原など内陸に限定される。湿地のハンノキ林に多くが生息している。渓流沿いや林道脇のヤマハンノキが生育する山地にも生育している。1991年（平成3年）11月14日に埼玉県の「県の蝶」に指定されている。

## 分類

### 亜種
日本の種は以下の2亜種に分類されている。
- N. j. japonicus (Murray,1875) - 本州以南亜種
- N. j. regina (Butler,1881) - 北海道産亜種

### ミドリシジミ類
シジミチョウ科のうち、ミドリシジミを含む一群（ミドリシジミ族）をまとめて、ミドリシジミ類として取り扱うことが多い。ミドリシジミ類には美麗種が多く、観察、写真、収集などのマニアが多い。ミドリシジミ類は、かつては、ミドリシジミ属 (Zephyrus) という単一の属に分類されていたため、通称「ゼフィルス」とも呼ばれる。現在はいくつかの属に分けられているため、Zephyrus という属の名称は存在しない。
「ミドリシジミ」という名の付くシジミは日本には現在13種存在し、オオミドリシジミ属（Favonius）は7種。
- ミドリシジミ Neozephyrus japonicus
- オオミドリシジミ Favonius orientalis
- ハヤシミドリシジミ Favonius ultramarinus : カシワを好んで食べる。やや内陸性。
- ジョウザンミドリシジミ Favonius taxila : エゾミドリシジミに酷似。ジョウザンミドリシジミの方が尾状突起が長い。
- エゾミドリシジミ Favonius jezoensis : 日中活動。オスの縄張り性は強い。
- クロミドリシジミ Favonius yuasai : 翅表に光沢がない。翅裏の赤斑が接合している。

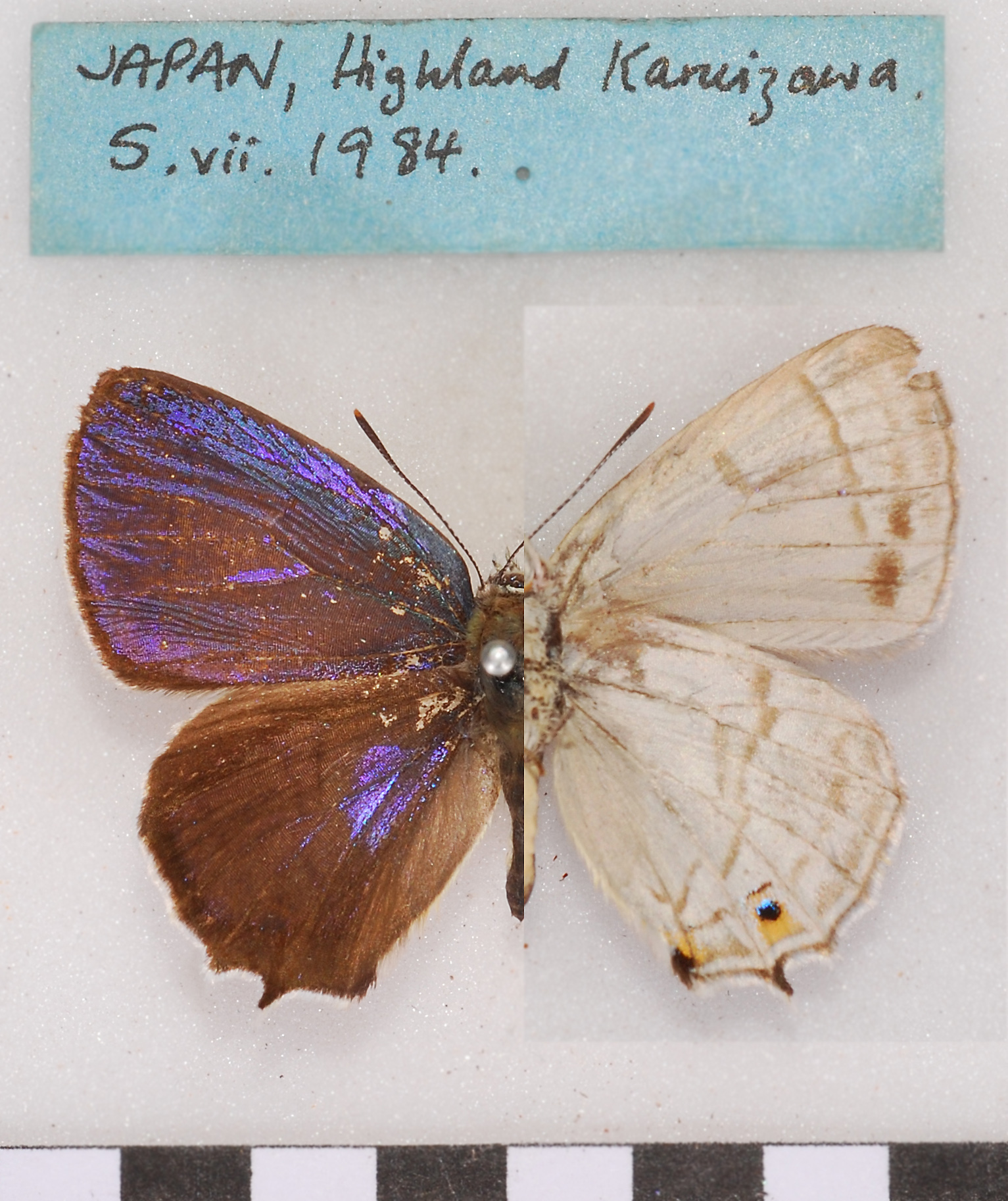
ウラジロミドリシジミの標本

- ウラジロミドリシジミ Favonius saphirinus : 翅裏が白っぽい。
- ヒロオビミドリシジミ Favonius latifusciatus : 中国山地にのみ生息する。
- フジミドリシジミ Sibataniozephyrus fujisanus : 翅表が青みを帯びた光沢。
- キリシマミドリシジミ Thermozephyrus ataxus : ミドリシジミ類の中で唯一オスとメスに翅裏で差異がある。
- ヒサマツミドリシジミ Chrysozephyrus hisamatsusanus : 分布不連続。移動性が強い。
- メスアカミドリシジミ Chrysozephyrus smaragdinus : ミドリシジミ類の中で唯一サクラ科を食樹とする。
- アイノミドリシジミ Chrysozephyrus brillantinus : メスアカミドリシジミに酷似。翅裏が茶褐色。

いずれも高木になる樹木（特にブナ科）の新芽を食べる。成虫はその種の樹木の樹冠付近を飛び回り、低いところに出ることが少ない。したがって、その採集にはやたらと長い竿の捕虫網が必要になる。時には10 mもの竿を持ち出すコレクターもある。また、より新鮮な標本を手に入れようと、卵や幼虫を採集して飼育する場合もある。成虫のそれぞれの同定は難しく熟練が必要。

## 種の保全状況評価
日本では以下の都道府県で、レッドリストの指定を受けている。市街地付近の生息地は宅地造成などの開発による湿地の減少、林道開発などによるハンノキ林の伐採に伴い個体数は減少傾向にある。ゲンジボタルと共に里山の環境保全のシンボルとされている。保全のためには多くが生息するハンノキ林がある湿地の環境保護が重要である。
- 絶滅危惧II類（VU） - 岐阜県[11]、香川県[12]、熊本県[10]、大分県[13]
  - 要保護生物（C) - 千葉県）[注釈 4][14]
  - 絶滅危惧種 - 奈良県[注釈 5]
- 準絶滅危惧（NT）- 埼玉県[6]、神奈川県、三重県[15]、大阪府、鳥取県[16]、島根県[17]、高知県
- その他
  - 要注目 - 栃木県[18]、兵庫県[19]
  - 情報不足 - 東京都区部[注釈 6][20]